# James Hardie
James Hardie ist ein irischer Hersteller von Bauelementen mit australischer Unternehmensgeschichte und rechtlichem Sitz in Dublin. Das Unternehmen hat sich auf die Herstellung und den Vertrieb von Fassadenverkleidungen aus Faserzement spezialisiert.

## Geschichte
Das Unternehmen geht auf das Jahr 1888 zurück, als der gebürtige Schotte James Hardie nach Melbourne aussiedelte und ein Importgeschäft gründete. Ab 1892 beteiligte sich Hardies ebenfalls emigrierter Landsmann Andrew Reid am Unternehmen. Im Zuge einer Reise Hardies nach London im Jahr 1903 begann dieser sich für die Einsatzmöglichkeiten von Faserzement im Baugewerbe zu interessieren. Als Konsequenz beschloss Hardie, Faserzement-Produkte aus Europa zu importieren. James Hardie zog sich 1911 aus dem Geschäftsleben zurück und verkaufte seinen Anteil am Unternehmen an Andrew Reid, der hierdurch zum alleinigen Unternehmenseigner wurde. Reids Erben führten das Unternehmen bis 1995. Bereits ab 1951 wurden Aktien von James Hardie Industries Ltd an der Australian Stock Exchange gehandelt. Das Produktportfolio wurden über mehrere Dekaden hinweg ausgeweitet, behielt jedoch seinen Fokus auf asbestbasierten Faserzementprodukten. Mit einem Jahresumsatz von umgerechnet 1,49 Milliarden US-Dollar im Jahr 2014 war James Hardie Industries zu diesem Zeitpunkt der weltgrößte Hersteller von Faserzement. 2017 wurde die Übernahme des Gipsfaserplattenherstellers Fermacell beschlossen. Der Kaufpreis für die ehemalige Xella-Tochter lag bei rund 470 Millionen Euro.
Ab 2001 befand sich der Hauptsitz des Konzerns innerhalb der Europäischen Union. Aus Gründen der Steuererleichterung wurde die Gesellschaft James Hardie Industries NV mit Sitz in den Niederlanden gegründet. Nach Änderungen des Steuerabkommens zwischen den Vereinigten Staaten und den Niederlanden wurde der Sitz nach Irland verlegt. Die australische Teilgesellschaft James Hardie Australia Pty Ltd hat ihren Sitz in Sydney. Produktionsstandorte werden in Australien, Neuseeland, den Vereinigten Staaten und den Philippinen betrieben.

## Vertrieb asbesthaltiger Produkte
Im Jahr 2004 wurde James Hardie Industries in Australien aufgrund der langjährigen Verwendung von Asbest in seinen Produkten zu Entschädigungszahlungen in Höhe von rund 2,5 Milliarden Euro verurteilt. Das zuständige Gericht sah es als erwiesen an, dass James Hardie Industries für die Krebserkrankung von 30.000 Menschen teilweise mitverantwortlich ist. Durch die Produktion und Verarbeitung von asbesthaltigen Produkten erkrankten vornehmlich Arbeiter des Unternehmens, Installateure und Hauseigentümer. Laut Deutschlandradio sterben in Australien jährlich drei Mal so viele Menschen durch Folgeerkrankungen des Umgangs mit Asbest, wie Asbestose und Lungenkrebs, wie durch Autounfälle (Stand: 2019).
Im Jahr 2009 veröffentlichte der australische Journalist Matt Peacock das Buch Killer Company: James Hardie Exposed, in welchem er unter anderem über Verfehlungen von James Hardie in der Aufklärung der Bevölkerung schreibt. Das Buch wurde mit der australischen Dokudrama-Miniserie Devil's Dust im Jahr 2012 verfilmt.

## Sponsoring und Philanthropie
James Hardie war von 1968 bis 1987 der Sponsor der Namensrechte des Tourenwagenrennens Bathurst 500/1000. Es war von 1981 bis 1995 Trikotsponsor für die Parramatta Eels. 1988 leistete James Hardie Industries die größte Spende, die jemals an eine australische öffentliche Bibliothek geleistet wurde, als es der State Library of Queensland die sorgfältig entwickelte und äußerst bedeutende Australian Library of Fine Art schenkte, die der Nation als zweihundertjähriges Geschenk übergeben wurde.